# Меджлумян, Гнел Корхмазович
Гнел Корхмазович Меджлумян (арм. Գնել Մեջլումյան; 3 апреля 1967, Берд — 30 марта 2005) — советский борец вольного стиля, двукратный чемпион СССР (1988, 1989), чемпион Европы (1989), обладатель Кубка мира (1990), призёр чемпионата мира (1989) и Игр доброй воли (1990). Мастер спорта СССР международного класса (1986).

## Биография
Гнел Меджлумян родился 3 апреля 1967 года в Берде. Начал заниматься вольной борьбой в возрасте десяти лет у Арама Акопяна. В 1981 году перешёл на учёбу в одну из спортивных школ Еревана, где продолжил тренироваться под руководством Размика Карапетяна. В 1987 году был чемпионом мира среди молодёжи.
В 1986 и 1987 годах был серебряным призёром чемпионатов СССР. В 1988 году стал чемпионом СССР. В 1989 году повторил этот успех и после включения в состав национальной сборной СССР завоевал звание чемпиона Европы и бронзовую медаль чемпионата мира. В 1990 году становился обладателем Кубка мира и серебряным призёром Игр доброй воли.
В 1992 году завершил свою спортивную карьеру. В 1993 году окончил Армянский государственный институт физической культуры. В дальнейшем занимался предпринимательской деятельностью.
30 марта 2005 года на участке дороги Ереван — Иджеван близ города Севан погиб в автомобильной катастрофе. Похоронен на Советашенском кладбище в Ереване.
В июле 2005 года именем Гнела Меджлумяна были названы спортивная школа и одна из улиц города Берд. С 2006 года в Армении проводится международный юношеский турнир по вольной борьбе, посвящённый его памяти.